# Malatya (provincie)
Malatyjská provincie je tureckou provincií, nachází se ve východní části Malé Asie a regionu Východní Anatolie. Rozloha provincie činí 12 313 km2, v roce 2006 zde žilo 923 248 obyvatel. Hlavním městem je Malatya. Provincie je slavná pěstováním meruněk.

## Administrativní členění
Malatyjská provincie se administrativně člení na 14 distriktů:
| - Akçadağ - Arapgir - Arguvan - Battalgazi - Darende - Doğanşehir - Doğanyol | - Hekimhan - Kale - Kuluncak - Malatya - Pütürge - Yazıhan - Yeşilyurt |